# Ctenophora (género)
Ctenophora é um género de moscas pertencente à família Tipulidae, que iclui três subgéneros e cerca de 30 espécies. As moscas pertencentes a este género são de grandes dimensões, com cerca de 20 mm de comprimento e 25 mm de envergadura, com coloração corporal negra, brilhante, com grandes marcas amarelas, alaranjadas ou vermelhas que mimetizam uma vespa.

## Descrição
São grandes moscas que pela sua coloração corporal, brilho e morfologia das asas mimetizam vespas. Os machos apresentam antenas em forma de pente.
As larvas são detritívoras, maioritariamente saproxílicas, isto é que se alimentam de madeira em decomposição, razão pela qual a distribuição natural das espécies deste género estão confinadas às florestas decíduas maduras, pomares e outros habitats em que seja abundante e permanente a presença de árvores caídas e madeira em apodrecimento.
As espécies de Ctenophora constituem importantes bioindicadores nas regiões florestadas.
Ctenophora diferencia-se dos géneros próximos (Dictenidia Brulle e Phoroctenia Coquillett) pela combinação das seguintes características: os segmentos do flagellum dos machos apresenta dois pares de protuberâncias, o par inferior mais longo que o superior e as antenas das fêmeas apresentam 13 segmentos distintos, frequentemente indistintamente serrados. Os lados do mesotórax apresentam longos pelos. O esternito 8 das fêmeas não apresenta protuberâncias denteadas.

## Espécies
O género Ctenophora inclui as seguintes espécies validamente descritas:
- Subgénero Cnemoncosis Enderlein, 1921
  - C. fastuosa Loew, 1871
  - C. festiva Meigen, 1804
  - C. ishiharai Alexander, 1953
  - C. magnifica Loew, 1869
  - C. nohirae Matsumura, 1916
  - C. ornata Meigen, 1818
  - C. septentrionalis (Alexander, 1921)
  - C. yezoana Matsumura, 1906
- Subgénero Ctenophora Meigen, 1803
  - C. amabilis Takahashi, 1960
  - C. apicata Osten Sacken, 1864
  - C. biguttata Matsumura, 1916
  - C. elegans Meigen, 1818
  - C. flaveolata (Fabricius, 1794)
  - C. guttata Meigen, 1818
  - C. nigriceps (Tjeder, 1949)
  - C. nikkoensis Takahashi, 1960
  - C. nubecula Osten Sacken, 1864
  - C. pectinicornis (Linnaeus, 1758)
  - C. perjocosa Alexander, 1940
  - C. pselliophoroides Alexander, 1938
  - C. tricolor Loew, 1869
- Subgénero Xiphuromorpha Savchenko, 1973
  - C. sibirica Portschinsky, 1873